# فرودگاه دونیگل
فرودگاه دونیگل (به انگلیسی: Donegal Airport) (به زبان بومی: Aerfort Dhún na nGall) یک فرودگاه همگانی با کد یاتا CFN است که یک باند فرود آسفالت و ماکادام دارد و طول باند آن ۱۴۹۶ متر است. این فرودگاه در کشور جمهوری ایرلند قرار دارد و در ارتفاع ۹ متری از سطح دریا واقع شده‌است.

## شرکت‌های هواپیمایی و مقصدهای پروازی
The following airlines operate regular scheduled and charter flights to and from Donegal:
| شرکت‌های هواپیمایی                          | مقصدهای پروازی |
| ------------------------------------------ | -------------- |
| Aer Lingus Regional اجرا توسط استوبارت ایر | دوبلین، گلاسگو |